# Sultanaat Sulu
Het sultanaat Sulu was een moslimstaat in het zuiden van de Filipijnen die bestond van halverwege de 15e eeuw tot begin 20e eeuw. De invloedssfeer van dit sultanaat strekte zich uit de meeste eilanden in de Suluzee en het noordoostelijke deel van Borneo, de Maleisische deelstaat Sabah. Het sultanaat hield in 1917 officieel op te bestaan en wordt tegenwoordig door geen enkele staat meer erkend. Afstammelingen van de Sultan worden tegenwoordig echter nog steeds beschouwd als koninklijk. De laatste Sultan van Sulu die door de Filipijnse regering werd erkend is Moh. Mahakuttah A. Kiram, die in 1986 overleed. Tegenwoordig wordt de titel van sultan van Sulu door verschillende personen geclaimd.
Begin februari 2013 kwam Jamalul Kiram III in het nieuws, toen hij claimde dat hij, als sultan van Sulu, recht had op het noordelijke deel van het eiland Borneo. Zo'n 200 gewapende militanten, waaronder moslimextremisten van het MILF liet hij in Sabah bij de plaats Lahad Datu aan land gaan. Begin maart begon het Maleisische leger een offensief om de belegerde plaats en omliggende dorpen te ontzetten.